# Toru Yoshida
Toru Yoshida (Prefettura di Iwate, 17 maggio 1965) è un ex calciatore giapponese, di ruolo centrocampista.